# Grand Prix automobile des États-Unis Ouest 1980
Résultats du Grand Prix des États-Unis Ouest 1980 de Formule 1 qui a eu lieu sur le circuit urbain de Long Beach le 30 mars 1980.

## Classement
| Pos. | No | Pilote                | Écurie          | Tours | Temps/Abandon                      | Grille | Points |
| ---- | -- | --------------------- | --------------- | ----- | ---------------------------------- | ------ | ------ |
| 1    | 5  | Nelson Piquet         | Brabham-Ford    | 80    | 1 h 50 min 18 s 550 (142,348 km/h) | 1      | 9      |
| 2    | 29 | Riccardo Patrese      | Arrows-Ford     | 80    | + 49 s 212                         | 8      | 6      |
| 3    | 20 | Emerson Fittipaldi    | Fittipaldi-Ford | 80    | + 1 min 18 s 563                   | 24     | 4      |
| 4    | 7  | John Watson           | McLaren-Ford    | 79    | + 1 tour                           | 21     | 3      |
| 5    | 1  | Jody Scheckter        | Ferrari         | 79    | + 1 tour                           | 16     | 2      |
| 6    | 25 | Didier Pironi         | Ligier-Ford     | 79    | + 1 tour                           | 9      | 1      |
| 7    | 30 | Jochen Mass           | Arrows-Ford     | 79    | + 1 tour                           | 17     |        |
| 8    | 4  | Derek Daly            | Tyrrell-Ford    | 79    | + 1 tour                           | 14     |        |
| 9    | 16 | René Arnoux           | Renault         | 78    | + 2 tours                          | 2      |        |
| 10   | 15 | Jean-Pierre Jabouille | Renault         | 71    | + 9 tours                          | 11     |        |
| Abd. | 21 | Keke Rosberg          | Fittipaldi-Ford | 58    | Surchauffe                         | 22     |        |
| Abd. | 14 | Clay Regazzoni        | Ensign-Ford     | 50    | Accident                           | 23     |        |
| Abd. | 23 | Bruno Giacomelli      | Alfa Romeo      | 49    | Collision                          | 6      |        |
| Abd. | 27 | Alan Jones            | Williams-Ford   | 47    | Collision                          | 5      |        |
| Abd. | 2  | Gilles Villeneuve     | Ferrari         | 46    | Transmission                       | 10     |        |
| Abd. | 22 | Patrick Depailler     | Alfa Romeo      | 40    | Suspension                         | 3      |        |
| Abd. | 26 | Jacques Laffite       | Ligier-Ford     | 36    | Crevaison                          | 13     |        |
| Abd. | 31 | Eddie Cheever         | Osella-Ford     | 11    | Transmission                       | 19     |        |
| Abd. | 28 | Carlos Reutemann      | Williams-Ford   | 3     | Transmission                       | 7      |        |
| Abd. | 3  | Jean-Pierre Jarier    | Tyrrell-Ford    | 3     | Collision                          | 12     |        |
| Abd. | 12 | Elio De Angelis       | Lotus-Ford      | 3     | Collision                          | 20     |        |
| Abd. | 11 | Mario Andretti        | Lotus-Ford      | 0     | Collision                          | 15     |        |
| Abd. | 9  | Jan Lammers           | ATS-Ford        | 0     | Transmission                       | 4      |        |
| Abd. | 6  | Ricardo Zunino        | Brabham-Ford    | 0     | Collision                          | 18     |        |
| Nq.  | 18 | Dave Kennedy          | Shadow-Ford     |       | Non qualifié                       |        |        |
| Nq.  | 17 | Geoff Lees            | Shadow-Ford     |       | Non qualifié                       |        |        |
| Nq.  | 8  | Stephen South         | McLaren-Ford    |       | Non qualifié                       |        |        |

## Pole position et record du tour
- Pole position : Nelson Piquet en 1 min 17 s 694 (vitesse moyenne : 150,637 km/h).
- Meilleur tour en course : Nelson Piquet en 1 min 19 s 830 au 38e tour (vitesse moyenne : 146,607 km/h).

## Tours en tête
- Nelson Piquet : 80 (1-80)

## À noter
- 1re victoire pour Nelson Piquet.
- 21e victoire pour Brabham en tant que constructeur.
- 127e victoire pour Ford-Cosworth en tant que motoriste.
- Grave accident de Clay Regazzoni qui restera paraplégique.